# Премия Службы внешней разведки Российской Федерации
Премия Службы внешней разведки Российской Федерации в области литературы и искусства имени академика Е. М. Примакова — премия, учреждённая 6 января 2000 года за лучшие работы в области литературы, изобразительного искусства, телевидения и журналистики, посвящённые деятельности российской внешней разведки и её сотрудникам. Учреждена 6 января 2000 года в целях укрепления сотрудничества СВР России с творческими организациями и деятелями культуры, а также стимулирования создания высокохудожественных произведений литературы и искусства о российской внешней разведке. С 2019 года носит имя Е. М. Примакова.

## Процедура присуждения
Выдвижение кандидатов на соискание премии осуществляется подразделениями, ветеранскими и общественными организациями СВР России. Мотивированные предложения направляются в Комиссию по премиям, возглавляемую одним из заместителей Директора СВР России. По представлению Комиссии решение о присуждении премий принимается Коллегией СВР России.
Вручение премий лауреатам производится в торжественной обстановке Директором СВР России в штаб-квартире в Ясенево, приурочивается ко Дню работника органов безопасности Российской Федерации и очередной годовщине со дня создания российской внешней разведки.
В соответствии с действующей нормативной правовой базой данные о ряде лауреатов премии СВР России в настоящее время не могут быть опубликованы.
Лауреату премии вручаются Диплом, нагрудный знак, денежное вознаграждение, которое составляет 120 тысяч рублей (2009 год).

## Список лауреатов
| Год  | Лауреат               | Основание для награждения | П      |
| ---- | --------------------- | --- | ------ |
| 2000 | Вадим Кирпиченко      | за книгу «Из архива разведчика» | [ 2 ]  |
| 2000 | Теодор Гладков        | за книгу «С места покушения скрылся…» | [ 2 ]  |
| 2000 | Евгений Потиевский    | за серию документальных фильмов по истории внешней разведки | [ 2 ]  |
| 2001 | Оксана Барковская     | за создание телевизионного документального сериала о женщинах-разведчицах «Голоса из безмолвия. Женщины в разведке» (телекомпания «РЕН-ТВ»). | [ 3 ]  |
| 2001 | Игорь Прокопенко      | за создание телевизионного документального сериала о женщинах-разведчицах «Голоса из безмолвия. Женщины в разведке» (телекомпания «РЕН-ТВ»). | [ 3 ]  |
| 2002 | Владимир Данилов      | за сборник стихов «Профессия-разведчик» | [ 4 ]  |
| 2002 | Николай Долгополов    | за книгу «С ними можно идти в разведку» | [ 4 ]  |
| 2003 | Владимир Антонов      | за книгу «Женщины в разведке» | [ 5 ]  |
| 2003 | Павел Громушкин       | за книгу-альбом «Разведка: люди, портреты, судьбы» | [ 5 ]  |
| 2003 | Владимир Карпов       | за книгу «Тайные информаторы Кремля. Нелегалы» | [ 5 ]  |
| 2004 | не вручалась          | не вручалась | [ 6 ]  |
| 2005 | Олег Бережной         | за художественную разработку ведомственных наград Службы | [ 7 ]  |
| 2005 | Александр Давыдкин    | за художественную разработку ведомственных наград Службы | [ 7 ]  |
| 2005 | Магомед Заугаев       | за активную публицистическую деятельность | [ 7 ]  |
| 2005 | Анатолий Пшеничный    | за поэтические сборники «Посольский двор» и «Горсть времени». | [ 7 ]  |
| 2005 | Ирина Свешникова      | за документальный фильм «Без права на славу, во славу Державы» | [ 7 ]  |
| 2005 | Елена Ковалёва        | за документальный фильм «Без права на славу, во славу Державы» | [ 7 ]  |
| 2006 | Николай Ермаков       | за шеститомник «Очерки истории российской внешней разведки». | [ 8 ]  |
| 2006 | Юрий Журавлёв         | за шеститомник «Очерки истории российской внешней разведки». | [ 8 ]  |
| 2006 | Эдуард Колбенев       | за шеститомник «Очерки истории российской внешней разведки». | [ 8 ]  |
| 2006 | Лев Костромин         | за шеститомник «Очерки истории российской внешней разведки». | [ 8 ]  |
| 2006 | Юрий Косюков          | за шеститомник «Очерки истории российской внешней разведки». | [ 8 ]  |
| 2006 | Виктор Кузиков        | за шеститомник «Очерки истории российской внешней разведки». | [ 8 ]  |
| 2006 | Георгий Орлов         | за шеститомник «Очерки истории российской внешней разведки». | [ 8 ]  |
| 2006 | Эдуард Шарапов        | за шеститомник «Очерки истории российской внешней разведки». | [ 8 ]  |
| 2006 | Борис Юринов          | за шеститомник «Очерки истории российской внешней разведки». | [ 8 ]  |
| 2006 | Валерий Прокофьев     | за книгу «Александр Сахаровский. Начальник внешней разведки» |        |
| 2006 | Лев Соцков            | за книгу «Операция „Тарантелла“» |        |
| 2007 | Джордж Блейк          | за автобиографическое повествование «Прозрачные стены» | [ 9 ]  |
| 2007 | Николай Ефимов        | за активную публицистическую деятельность |        |
| 2007 | Александр Бондаренко  | за активную публицистическую деятельность |        |
| 2007 | Александр Корзун      | за активную публицистическую деятельность |        |
| 2008 | Игорь Дементьев       | за галерею портретов разведчиков — Героев Советского Союза и Героев Российской Федерации | [ 10 ] |
| 2008 | Олег Каверин          | за скульптурный портрет выдающегося советского разведчика К. Т. Молодого | [ 10 ] |
| 2008 | Вадим Соловьев        | за активную публицистическую деятельность | [ 10 ] |
| 2008 | Александр Уткин       | за активную публицистическую деятельность | [ 10 ] |
| 2009 | Александр Коршунов    | за серию документальных фильмов «Неизвестный Абель», «Фронт без линии фронта», «Дропшот. Ядерный шквал», «Профессор специального назначения» | [ 11 ] |
| 2009 | Юрий Аветиков         | за серию историко-документальных фильмов «Без права на славу» | [ 11 ] |
| 2010 | Елена Косова          | за скульптурные портреты видных отечественных разведчиков — Героя Российской Федерации В. Б. Барковского и З. И. Воскресенской—Рыбкиной | [ 12 ] |
| 2010 | Александр Иванкин     | за телевизионный проект «Поединки» («Правительство США против Рудольфа Абеля», «Правдивая история. Тегеран 43», «Испытание смертью», «Атомная драма»), посвященный 90-летию СВР России                                                                                      | [ 12 ] |
| 2010 | Майя Тоидзе           | за телевизионный проект «Поединки» («Правительство США против Рудольфа Абеля», «Правдивая история. Тегеран 43», «Испытание смертью», «Атомная драма»), посвященный 90-летию СВР России                                                                                      | [ 12 ] |
| 2010 | Артем Чащихин         | за телевизионный проект «Поединки» («Правительство США против Рудольфа Абеля», «Правдивая история. Тегеран 43», «Испытание смертью», «Атомная драма»), посвященный 90-летию СВР России                                                                                      | [ 12 ] |
| 2010 | Владимир Нахабцев     | за телевизионный проект «Поединки» («Правительство США против Рудольфа Абеля», «Правдивая история. Тегеран 43», «Испытание смертью», «Атомная драма»), посвященный 90-летию СВР России                                                                                      | [ 12 ] |
| 2010 | Юрий Беляев           | за роль Р. Абеля в фильме «Правительство США против Рудольфа Абеля» | [ 12 ] |
| 2010 | Юлия Галкина          | за роль З. И. Воскресенской-Рыбкиной в фильме «Две жизни Зои Рыбкиной» | [ 12 ] |
| 2011 | Александр Сидоров     | за художественно-документальный фильм «Агент А/201 — наш человек в гестапо» | [ 13 ] |
| 2011 | Юрий Соломин          | за художественно-документальный фильм «Агент А/201 — наш человек в гестапо» | [ 13 ] |
| 2012 | Алексей Тихонов       | за создание мемориальной доски разведчику К. Филби | [ 14 ] |
| 2012 | Игорь Новиков         | за создание мемориальной доски разведчику К. Филби | [ 14 ] |
| 2012 | Алексей Рафаенко      | за документальный фильм «Полковник «Вихрь». Алексей Ботян в тылу врага» | [ 14 ] |
| 2012 | Александр Шилов       | за создание портретов выдающихся разведчиков — Героя Советского Союза Г. А. Вартаняна, Дж. Блейка и Героя Российской Федерации А. Н. Ботяна. | [ 14 ] |
| 2013 | Андрей Ковальчук      | за монументальный комплекс Герою Советского Союза Г. А. Вартаняну | [ 15 ] |
| 2013 | Александр Бондаренко  | за книгу «Подлинная история Майора Вихря», посвящённую Герою Российской Федерации А. Н. Ботяну | [ 15 ] |
| 2014 | Николай Долгополов    | за создание книги о легендарном разведчике, Герое Советского Союза Г. А. Вартаняне и цикла публикаций о внешней разведке | [ 16 ] |
| 2015 | не вручалась          | не вручалась | [ 17 ] |
| 2016 | Людмила Романенко     | за создание цикла документальных фильмов об отечественной разведке | [ 18 ] |
| 2016 | Анатолий Пшеничный    | за создание цикла патриотических песен о разведке | [ 18 ] |
| 2017 | Андрей Ковальчук      | за создание памятника П. М. Фитину, начальнику советской внешней разведки в годы войны | [ 19 ] |
| 2017 | Людмила Снигирёва     | за документальный фильм «Ким Филби. Тайная война» |        |
| 2017 | Елена Николаева       | за документальный фильм «Ким Филби. Тайная война» |        |
| 2017 | Ева Меркачёва         | за цикл публикаций о разведчиках |        |
| 2018 | Георгий Санников      | за создание книги «Их закалила война…» о подростках, участвовавших в Великой Отечественной войне, и ставших впоследствии сотрудниками внешней разведки | [ 20 ] |
| 2018 | Владимир Сычев        | за цикл публикаций о СВР России | [ 20 ] |
| 2018 | Александр Осипов      | за проект «Золотые страницы СВР России», посвященный легендарным отечественным разведчикам | [ 20 ] |
| 2019 | Юрий Бирюков          | за создание серии портретов разведчиков «Легенды разведки» | [ 21 ] |
| 2019 | Михаил Ковальчук      | за создание телевизионной программы «Картина мира с Михаилом Ковальчуком — Наука и разведка: атомный проект, технологии, безопасность», организацию и проведение круглого стола и выставки, посвящённых роли отечественной внешней разведки в создании ядерного оружия СССР | [ 21 ] |
| 2019 | Дмитрий Поляков-Катин | за создание книги «Берлинская жара» | [ 21 ] |
| 2020 | Владимир Антонов      | за создание книг «Эйтингон», «Конон Молодый», «Павел Судоплатов», «Кембриджская пятерка», «Сахаровский», «Яков Серебрянский» | [ 22 ] |
| 2020 | Александр Бондаренко  | за создание книги «Алексей Ботян» | [ 22 ] |
| 2020 | Николай Долгополов    | за создание цикла статей об отечественной внешней разведке | [ 22 ] |
| 2020 | Сергей Дмитриев       | за подготовку, оформление и издание сборника «Лучшие книги о разведке» |        |
| 2020 | Леонид Палько         | за подготовку, оформление и издание сборника «Лучшие книги о разведке» |        |
| 2020 | Семён Захаров         | за создание видеосюжета к 100-летию СВР России |        |
| 2021 | Юлиан Семенов         | за цикл литературных произведений о деятельности отечественной внешней разведки | [ 23 ] |
| 2021 | Андрей Ковальчук      | за создание монумента отечественным разведчикам всех времен «Отечество Доблесть Честь» | [ 23 ] |
| 2021 | Александр Звягинцев   | за реализацию проекта документальных фильмов к 100-летию СВР | [ 23 ] |
| 2021 | Ольга Белова          | за цикл передач о СВР | [ 23 ] |
| 2021 | Алексей Поборцев      | за создание серии документальных фильмов, посвященных отечественным разведчикам-нелегалам | [ 23 ] |